# Музей денег Грузии
Музей денег Грузии (груз. ფულის მუზეუმი) — грузинское учреждение культуры нумизматического профиля.

## Экспозиция
Экспозиция музея охватывает историю денежного обращения в Грузии, начиная с VI в. до н. э. и до настоящего времени. В музее также представлены различные денежные знаки других стран мира.

## История
Открыт Национальным банком Грузии в своих помещениях (в Тбилиси, улица Георгия Леонидзе, 3) к 10-й годовщине независимости страны (2001). Основой собрания музея стали коллекции существовавшего в Грузинской ССР с 1981 по 1989 год музея нумизматического профиля.
Впоследствии переведён в Кварели, место, где родился Илья Чавчавадзе, с которым связано развитие банковского дела в Грузии.